# Sim Salabim
Sim Salabim era un programma televisivo di varietà trasmesso nel 1973 sul secondo programma e condotto da Silvan con Pietro De Vico, Gigi Reder ed Evelyn Hanack.

## Caratteristiche
Il programma era basato sui giochi di prestigio di Silvan, gli sketch di Reder e De Vico e i balletti di Evelyn Hanack, che faceva anche da assistente a Silvan in alcuni numeri di magia. Alla trasmissione intervenivano ospiti internazionali, a cui Silvan faceva da anfitrione. 
Il programma ebbe successo e fu seguito da una seconda edizione nel 1974, in cui Silvan fu assistito nella conduzione da Evelyn Hanack e da Mac Ronay. 
Nel 1976 andò in onda Sim Salabim Special, che fu condotto da Silvan con Isabella Biagini, con la partecipazione di Raffaella Carrà e di Bruno Pizzul.
La seconda edizione del 1974 fu trasmessa in replica all'interno della trasmissione Buonasera con... Silvan nelle giornate di sabato tra novembre e dicembre del 1977.